# Colonia Llano Grande, Metepec
Colonia Llano Grande, även El Salitre, är en ort i kommunen Metepec i delstaten Mexiko i Mexiko. Samhället hade 1 194 invånare vid folkräkningen år 2020.